# Leandro Marín
Lucas Leandro Marín (sinh ngày 22 tháng 1 năm 1992 ở Neuquén) là một cầu thủ bóng đá người Argentina thi đấu cho FC Lausanne-Sport tại Giải bóng đá vô địch quốc gia Thụy Sĩ ở vị trí Hậu vệ phải.

## Sự nghiệp câu lạc bộ
Leandro ghi bàn thắng đầu tiên trước Rosario Central tại Copa Sudamericana 2014 vào ngày 4 tháng 9 năm 2014, trận đấu kết thúc với tỉ số hòa 1-1.

## Thống kê sự nghiệp
Tính đến trận đấu diễn ra ngày vào ngày 19 tháng 4 năm 2018
| Câu lạc bộ           | Mùa giải             | Giải vô địch                          | Giải vô địch | Giải vô địch | Cúp     | Cúp       | Cúp Liên đoàn | Cúp Liên đoàn | Khác    | Khác      | Tổng cộng | Tổng cộng |
| Câu lạc bộ           | Mùa giải             | Hạng đấu                              | Số trận      | Bàn thắng    | Số trận | Bàn thắng | Số trận       | Bàn thắng     | Số trận | Bàn thắng | Số trận   | Bàn thắng |
| -------------------- | -------------------- | ------------------------------------- | ------------ | ------------ | ------- | --------- | ------------- | ------------- | ------- | --------- | --------- | --------- |
| Boca Juniors         | 2009–10              | Giải bóng đá ngoại hạng Argentina     | 1            | 0            | 0       | 0         | —             | —             | —       | —         | 1         | 0         |
| Boca Juniors         | 2010–11              | Giải bóng đá ngoại hạng Argentina     | 2            | 0            | 0       | 0         | —             | —             | —       | —         | 2         | 0         |
| Boca Juniors         | 2012–13              | Giải bóng đá ngoại hạng Argentina     | 7            | 0            | 1       | 0         | —             | —             | 5       | 0         | 13        | 0         |
| Boca Juniors         | 2013–14              | Giải bóng đá ngoại hạng Argentina     | 11           | 0            | 1       | 0         | —             | —             | —       | —         | 12        | 0         |
| Boca Juniors         | 2014                 | Giải bóng đá ngoại hạng Argentina     | 13           | 1            | 0       | 0         | —             | —             | 7       | 1         | 20        | 2         |
| Boca Juniors         | 2015                 | Giải bóng đá ngoại hạng Argentina     | 5            | 0            | 1       | 0         | —             | —             | 7       | 1         | 13        | 1         |
| Boca Juniors         | 2016                 | Giải bóng đá ngoại hạng Argentina     | 0            | 0            | 0       | 0         | —             | —             | 2       | 0         | 2         | 0         |
| Boca Juniors         | Tổng cộng            | Tổng cộng                             | 39           | 1            | 3       | 0         | 0             | 0             | 21      | 2         | 63        | 3         |
| Tigre (mượn)         | 2016                 | Giải bóng đá ngoại hạng Argentina     | 11           | 0            | 0       | 0         | —             | —             | —       | —         | 11        | 0         |
| Arsenal (mượn)       | 2016–17              | Giải bóng đá ngoại hạng Argentina     | 28           | 1            | 1       | 0         | —             | —             | 2       | 0         | 31        | 1         |
| Lausanne-Sport       | 2017–18              | Giải bóng đá vô địch quốc gia Thụy Sĩ | 22           | 2            | 1       | 0         | —             | —             | —       | —         | 23        | 2         |
| Tổng cộng sự nghiệps | Tổng cộng sự nghiệps | Tổng cộng sự nghiệps                  | 100          | 4            | 5       | 0         | 0             | 0             | 23      | 2         | 128       | 6         |

1. ↑  Appearance(s) tại Copa Libertadores
2. 1 2  Appearance(s) tại Copa Sudamericana
3. ↑  Six Số lần ra sân tại Copa Libertadores and One Appearance tại Copa Libertadores play-off
4. ↑  Appearance(s) tại Torneos de Verano